# Under ytan (film)
Under ytan är en svensk dramafilm från 1997 i regi av Daniel Fridell. 

## Handling
Sandra Lundgren (Johanna Sällström) befinner sig i drogträsket i Stockholm och med sig har hon en "dödspolare", Roffe (Mikael Persbrandt). När hon väl bestämmer sig för att åka på behandlingshem i Småland, så behöver Roffe en ny kompanjon/flickvän och då tar han kontakt med Sandras lillasyster Jannika istället (Tove Appelqvist). Just när Sandra kommer på bättringsvägen, dras Jannika ner i drogvärlden.

## Om filmen
Filmen premiärvisades 21 november 1997. Inspelningen av filmen utfördes av Jens Fischer. För filmens undervattensfoto svarade Eric Börjesson. Som förlaga har man Jeanette Pastorizas biografi Glöm inte bort ditt barn som utgavs 1995. Johanna Sällström och Jens Fischer tilldelades 1997 års Guldbaggar för bästa kvinnliga skådespelare respektive bästa foto.

## Roller
| Johanna Sällström    | – Sandra                       |
| Tove Appelqvist      | – Jannika                      |
| Mikael Persbrandt    | – Roffe                        |
| Jens Hultén          | – Lasse                        |
| Elisabeth von Gerber | – Fru Lundgren, Sandras mamma  |
| Lennart Jähkel       | – Nils Lundgren, Sandras pappa |
| Liam Norberg         | – Johansson, narkotika-polis   |
| Per Ragnar           | – Äldre civilpolis             |
| Roxane von Gerber    | – Sandra som barn              |
| Jenny Johansson      | – Jannika som barn             |
| Göran Forsmark       | – Sandras torsk                |
| Claes Ljungmark      | – Jannikas torsk               |
| Saga Sjöberg         | – Roffes mormor                |
| Gustav Levin         | – Sandras morbror              |
| Pia Bergendahl       | – Sandras moster               |
| Anders Ahlbom        | – Civilpolis (okrediterad)     |